# 六叶祠
六叶祠，原名福建江夏虎丘黄氏祠堂、护国积善院，是位于中国福建省福州市闽清县坂东镇墘上村的一个民国古建筑，1998年入选第五批闽清县文物保护单位。六叶祠有“福建万祠之首”的称谓。
六叶祠是祭奠追随闽国开国君主王審知入闽，并最终定居闽清的黄氏先祖黄敦的祠堂，始建于北宋大中祥符元年（1008年），朝廷御赐名称护国积善院。抗日战争末期重建，因黄敦有六个孩子而更名六叶祠，中共曾在此建立党组织。中华人民共和国时期一度被征用、毁坏，1980年代重修。总体占地面积13500平方米，建筑面积近5000平方米，正大厅宽11.3米，正栋高9.6米，左右各三边厅，有海外宗亲捐建的怀恩堂等建筑，天井埕宽35米，长19.5米。现有理事会、宗史研究会、文保委员会、慈善协会等机构管理此祠堂。